# Valerio Majo
Valerio Majo (Ortona, 27 novembre 1952) è un allenatore di calcio ed ex calciatore italiano, di ruolo centrocampista.

## Carriera

### Giocatore
Ha militato per tre stagioni consecutive in serie A, dalla stagione 1978-79 alla stagione 1980-81: ha esordito infatti in Serie A con la maglia del Napoli il 1º ottobre 1978 in Napoli-Ascoli (2-1).
Ha continuato a giocare in massima serie nella stagione successiva con la maglia del Catanzaro, totalizzando complessivamente 74 presenze e 2 reti in Serie A.
Ha militato inoltre in Serie B con Taranto, Palermo (in due diversi periodi per un totale di sette stagioni) e Bari, collezionando fra i cadetti 275 presenze e 16 reti.
Ha concluso la sua carriera nel 1986 con il Palermo, a seguito del suo coinvolgimento nello scandalo calcioscommesse rimediando una squalifica di tre anni.

### Allenatore e dirigente
A inizio carriera è stato allenatore in seconda del Palermo e successivamente alla guida dei Giovanissimi Regionali.
Subentrato sulla panchina dell'Olbia il 28 gennaio 2009 al posto di Rosolino Puccica (21ª giornata) dopo essere stato l'allenatore degli Allievi Nazionali, il 20 aprile dello stesso anno ne viene esonerato dalla guida tecnica dopo sole 10 giornate.
È stato dirigente del Mazara.